# Zevenheuvelenloop 1989
De Zevenheuvelenloop 1989 vond plaats op 19 november 1989 in Nijmegen. Het was de zesde editie van deze wedstrijd.
De wedstrijd bij de mannen werd gewonnen door de Nederlander Tonnie Dirks in 43.31. Bij de vrouwen won de Nederlandse Carla Beurskens in 50.36.
In totaal schreven een recordaantal van 2370 deelnemers in waarvan er 2205 finishten.
Deze editie was niet officieel opgemeten en volgens de Association of Road Racing Statisticians was het parcours enkele honderden meters te kort.

## Uitslagen

### Mannen
| rang   | naam                | land | tijd  |
| ------ | ------------------- | ---- | ----- |
| Goud   | Tonnie Dirks        | NED  | 43.31 |
| Zilver | Marti ten Kate      | NED  | 43.52 |
| Brons  | Michel de Maat      | NED  | 45.33 |
| 4      | Jan van Rijthoven   | NED  | 45.38 |
| 5      | Bert van Vlaanderen | NED  | 45.40 |
| 6      | Jeroen Linneman     | NED  | 45.50 |
| 7      | Dick Tesselaar      | NED  | 47.06 |
| 8      | Frans Smit          | NED  | 47.41 |
| 9      | Eric Sier           | NED  | 48.27 |
| 10     | Wim van Stuyvenberg | NED  | 48.37 |

### Vrouwen
| rang   | naam                | land | tijd    |
| ------ | ------------------- | ---- | ------- |
| Goud   | Carla Beurskens     | NED  | 50.36   |
| Zilver | Joke Kleijweg       | NED  | 51.26   |
| Brons  | Gerrie Timmermans   | NED  | 54.09   |
| 4      | Heather MacDuff     | SCO  | 54.46   |
| 5      | Mieke Hombergen     | NED  | 54.52   |
| 6      | Irina Ficher Baling | NED  | 57.40   |
| 7      | Francien Lenssen    | NED  | 57.48   |
| 8      | Tonny Huibers       | NED  | 59.20   |
| 9      | Mieke van Strien    | NED  | 59.29   |
| 10     | Esther Bouman       | NED  | 1:01.03 |

1984 ·
1985 ·
1986 ·
1987 ·
1988 ·
1989 ·
1990 ·
1991 ·
1992 ·
1993 ·
1994 ·
1995 ·
1996 ·
1997 ·
1998 ·
1999 ·
2000 ·
2001 ·
2002 ·
2003 ·
2004 ·
2005 ·
2006 ·
2007 ·
2008 ·
2009 ·
2010 ·
2011 ·
2012 ·
2013 ·
2014 ·
2015 ·
2016 ·
2017 ·
2018 ·
2019 ·
2022